# Bergen Darts Team
Bergen Darts Team was een dartteam uit Rosmalen. De naam van het team was te danken aan Café De Bergen in Rosmalen, de thuisbasis van het team. Voor het team speelden onder andere Jelle Klaasen, Michael van Gerwen en Toon Greebe.
Het team kwam uit in de overgangsklasse, nadat het in mei 2007 door de NDB als koploper uit de Superleague werd gezet. Dit werd veroorzaakt door een onrechtmatig verlopen wedstrijd tegen Blue Fingers Wapenveld uit Wapenveld. In de wedstrijd tegen deze ploeg maakte Bergen Darts Team gebruik van een niet speelgerechtigde speler, waardoor het team deze zware sanctie kreeg opgelegd.
Atletiek: O.S.S.-VOLO · Badminton: Badminton Club Hercules · Basketbal: Heroes · The Black Eagles · Biljart: S-S&P De Dieze · Boogschieten: Handboogvereniging Prins Bernhard · Bowlen: Bowling Vereniging 's-Hertogenbosch · Dammen: Heijmans Excelsior · Darten: Bergen Darts Team · Café Lohengrin · Duivensport: De Zwaluw · Golf: GC BurgGolf Haverleij · Golf Club Bois le Duc · Golfclub Rosmalen · Hockey: Hockeyclub 's-Hertogenbosch · MHC Rosmalen · Honkbal: Gryphons · IJshockey: Red Eagles · Korfbal: RoDeBo · Petanque: Janboel 81 · Rugby: The Dukes · Schaken: HMC Den Bosch · De Kentering · Den Bosch Noord · Tafeltennis: TTV Never Despair · TTV De Kruiskamp'81 · Tennis: Bastion Baselaar · Tennisclub Maaspoort · Tennisclub Maliskamp · Tennisvereniging Rosmalen · Turnen: Flik-Flak · OJC Rosmalen · Voetbal: SV BLC · BVV · SV CHC · DBN '22 · FC Den Bosch · Emplina · FC Engelen · Maliskamp · OJC Rosmalen · RKJVV · RKKSV · RKVV Wilhelmina · Volleybal: Spirit · Waterpolo en zwemmen: De 's-Hertogenbossche Watervrienden · De Treffers Rosmalen